# Kornet Chehwan - Ain Aar - Beit El Kekko & Hbous
Kornet Chehwan - Ain Aar - Beit El Kekko & Hbous è un  comune (municipalité) del Libano situato nel distretto di al-Matn, governatorato del Monte Libano.